# یوها ویونن
یوها وِیونن (فنلاندی: Juha Veijonen؛ زادهٔ ۲۹ اوت ۱۹۵۹) بازیگر اهل فنلاند است. وی از سال ۱۹۹۰ تا کنون در بیش از ۶۰ فیلم بازی کرده‌است.
از فیلم‌هایی که وی در آن‌ها نقش داشته‌است، می‌توان به ماتی: جهنم برای قهرمانان و هلسینکی اشاره نمود.